# Uranie (Hérodote)
Uranie est le nom traditionnellement donné au huitième livre des Histoires d’Hérodote. Ce nom, celui de la Muse de l’astronomie et de l’astrologie, de même que la division de l’œuvre en neuf livres, n’a pas été établi par l’auteur lui-même. Attesté pour la première fois de manière formelle chez Lucien de Samosate (IIe siècle), il est probablement le fait des Alexandrins. Le livre, outre plusieurs digressions fait le récit de la bataille de l’Artémision (480 av. J.-C.), du sac d’Athènes, de la bataille de Salamine (480), de la retraite des Perses et de la bataille de Platées (479).